# هنزنی بالا
هنزنی بالا، روستایی از توابع بخش حویق شهرستان طوالش در استان گیلان ایران است.

## جمعیت
این روستا در دهستان حویق قرار دارد و براساس سرشماری مرکز آمار ایران در سال ۱۳۸۵، جمعیت آن ۱۷ نفر (۶خانوار) بوده‌است.